# حلقه جابه‌جایی

حلقه جابه‌جایی

در ریاضیات و جبر مجرد، حلقه‌ای را که در آن عمل ضرب خاصیت جابجایی داشته باشد، حلقه جابجایی می‌گویند.
هرگاه حلقه R تحت عمل ضرب دارای خاصیت جابجایی باشد، گوییم R یک حلقه جابجایی (آبلی) است.